# Palais Holnstein

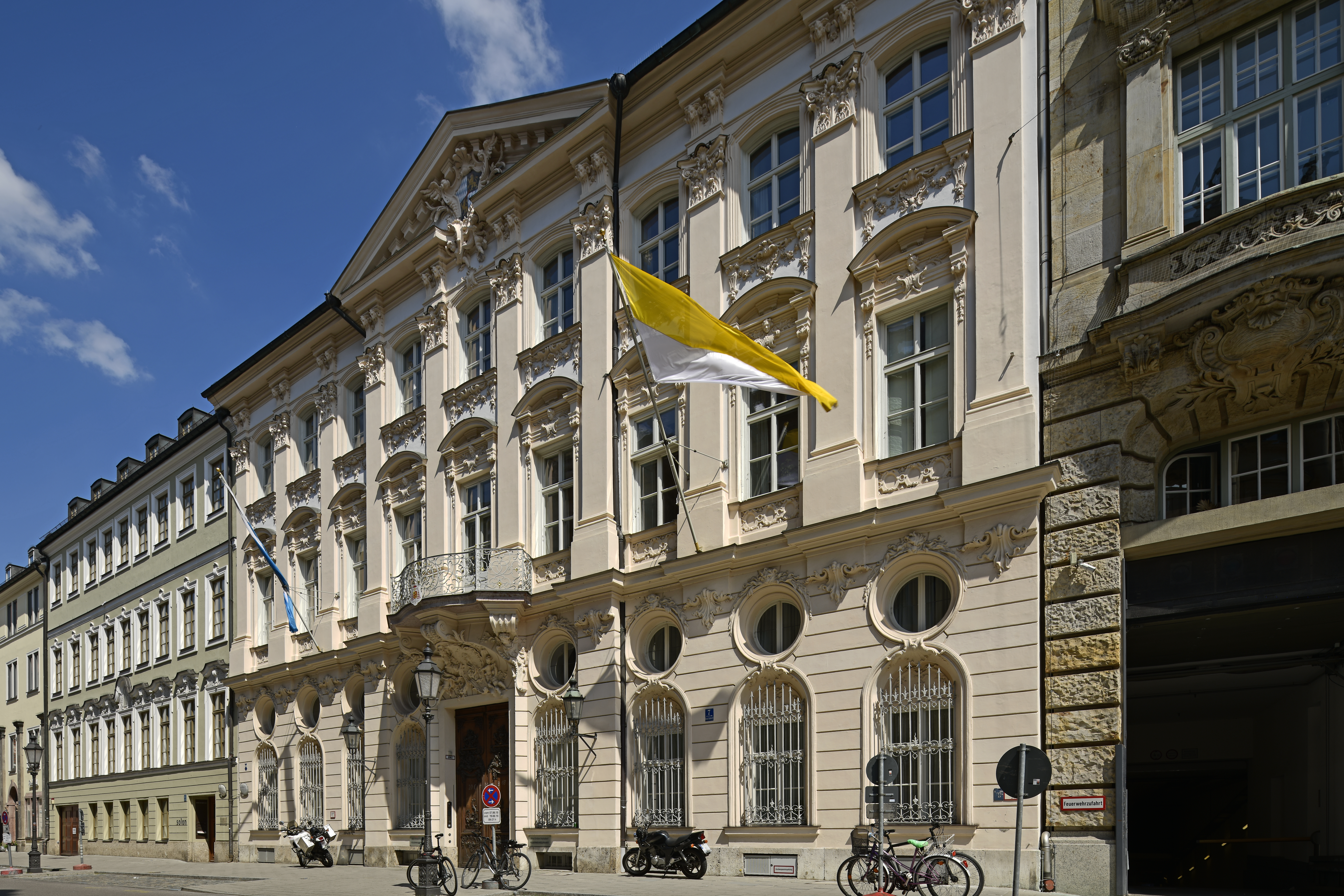
Fassadenansicht Palais Holnstein

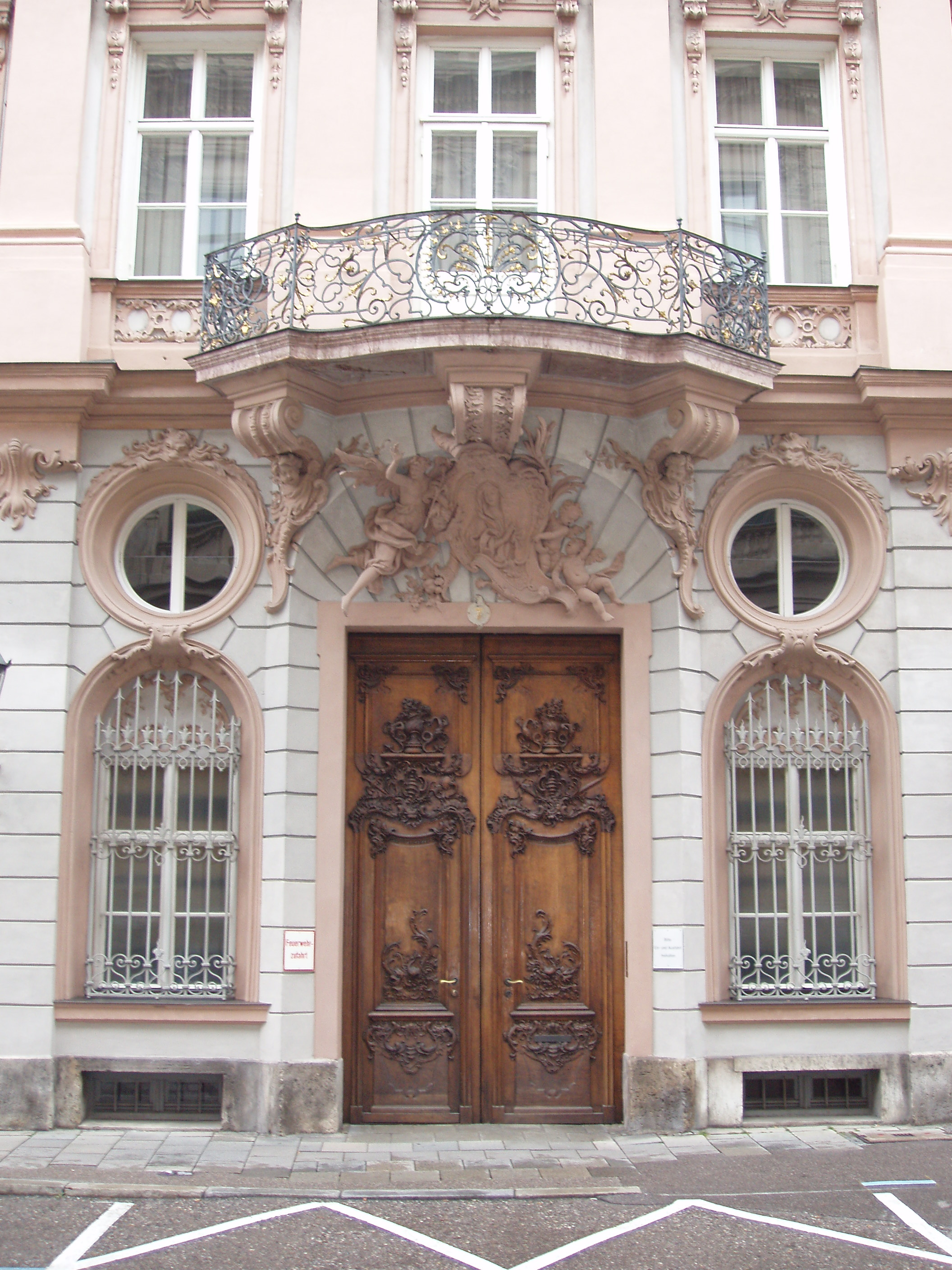
Portal mit Hausmadonna

Das Palais Holnstein, später auch Palais Königsfeld oder Erzbischöfliches Palais genannt, ist ein Stadtpalais in der Kardinal-Faulhaber-Straße 7 in München (nördliche Altstadt). Es wurde 1735 bis 1737 durch François de Cuvilliés im Auftrag von Kurfürst Karl Albrecht für dessen natürlichen Sohn Franz Ludwig Graf von Holnstein erbaut. Es gilt heute als das bedeutendste der noch erhaltenen Adelspalais aus der Barockzeit in München, nachdem das originellere und ebenfalls von Cuvilliés stammende Palais Piosasque de Non im Zweiten Weltkrieg zerstört wurde.

## Geschichte
Am 13. Januar 1735 erwarb Kurfürst Karl Albrecht das Anwesen für seinen natürlichen Sohn Franz Ludwig, den Grafen von Holnstein.
Andere Quellen sprechen davon, der Bau sei für die Mutter Franz Ludwigs, die Mätresse des Kurfürsten, Maria Caroline Charlotte Sophie von Ingenheim, erbaut worden. Entwerfender Architekt war der bayerische Hofbaumeister François de Cuvilliés.
Seit 1818 ist das Palais im Staatsbesitz; es ist seit 1821 Bischofsresidenz des Erzbischofs von München und Freising und wird daher auch als Erzbischöfliches Palais bezeichnet. Die Innenräume sind nicht zugänglich. Der erste Münchner Erzbischof im Palais war Erzbischof Lothar Anselm Freiherr von Gebsattel (1761–1846).

## Architektur
Das Palais ist als Vierflügelanlage um einen Innenhof konzipiert. Das Vorderhaus wurde für repräsentative Zwecke genutzt, während das Hinterhaus die Privatsphäre des Grafen darstellte.
Die Fassadenaufteilung richtet sich nach dem seit Joseph Effner üblichen Muster mit drei Geschossen und neun Fensterachsen, einem flachen Mittelrisalit mit einem Giebel. Über dem Einfahrtstor in der Mitte befindet sich ein frei schwingender Balkon, in der Dachzone im  Giebel ein Wappen der Grafen Holnstein mit Bastardbalken. Die Gliederung der Fensterachsen in drei Felder zu je drei Achsen entspricht der inneren Aufteilung in Haupt- und Seitentrakte. Die oberen Geschosse werden durch die Pilasterordnung integriert und gegliedert, die von einem Gesimsband aufstreben, ein Motiv das zur Entstehungszeit schon veraltet war. Das streifenrustizierte und bossierte Erdgeschoss hat vergitterte Bogenfenster und darüber runde Mezzaninfenster. Die Beletage im ersten Geschoss zeigt zwischen den Pilastern hochrechteckige Fenster mit Segmentbogen, darüber im zweiten Obergeschoss befinden sich Stichbogenfenster.
Die Stuckarbeiten an der Fassade und im Inneren wurden vermutlich von Johann Baptist Zimmermann geschaffen.
Der Bau weist als einziges Adelspalais in München noch die originale Raumaufteilung auf. Die Rokokofassade und viele Innenräume sind im Originalzustand erhalten. Die Stuckaturen werden dem Wessobrunner Künstler Johann Baptist Zimmermann zugeschrieben.
Von 2008 bis 2012 wurde das Gebäude umfangreich generalsaniert. Dabei wurde auch das zweite Treppenhaus rekonstruiert und es gelang, das Deckenfresko mit den allegorischen Figuren Justitia (Recht) und Pax (Frieden) von Johann Baptist Zimmermann im historischen Haupttreppenhaus in aufwändiger Arbeit weitgehend wieder in den Originalzustand zu versetzen. Der Freistaat Bayern zahlte 6,5 der 8,7 Millionen Euro der Renovierungskosten. (75 Prozent).